# Городня (станция)
Городня — промежуточная железнодорожная станция 5-го класса Конотопской дирекции Юго-Западной железной дороги на линии Бахмач — Новобелицкая, расположенная в селе Вокзал-Городня. Название станции из-за города Городня, расположенного юго-западнее. 

## История
Станция была открыта в 1874 году на ж/д линии Бахмач—Новобелицкая Юго-Западной железной дороги. Осуществлялись (П) приём и выдача багажа и продажа билетов на поезда местного и дальнего следования, (В) приём и выдача грузов повагонными отправками открытого хранения на местах общего пользования, (Г) приём и выдача грузов повагонными отправками складского хранения, (Е) приём и выдача грузов на подъездных путях. На топографической карте n-36-135 по состоянию местности на 1986 год обозначена.

## Общие сведения
Станция представлена боковой и островной платформами. Имеет 5 путей. Есть здание вокзала, служебные и складские помещения.

## Пассажирское сообщение
Ранее ежедневно станция принимала поезда сообщения Гомель—Сновск (до 21.03.2020 года), Минск—Запорожье, Минск—Новоалексеевка, Минск—Бердянск.